# Storm Then the Calm
Storm Then the Calm är ett studioalbum av den amerikanska flöjtisten Hubert Laws, släppt 1994. En del av spåren på albumet är komponerade av Laws själv, medan andra av Victor Feldman, Ira Gershwin, Kurt Weill, John Beasley, Bobby Timmons, Rodgers Grant och O. Brown.
Övriga musiker, utöver nämnda kompositörer, och personal som medverkar, är Chris Brunt, David Budway, David Carpenter, Peter Erskine, Eloise Laws, Amy Lewis, Harvey Mason, Sr., Dennis Mukai, Rob Mullins, Dean Park, Tony Lewis, Dean Parks och
John Patitucci.

## Låtlista
| Nr | Titel                   | Kompositör(er)  | Längd |
| -- | ----------------------- | --------------- | ----- |
| 1  | Seven Steps             | Feldman         | 5:05  |
| 2  | My Ship                 | Gershwin, Weill | 4:37  |
| 3  | Land of Passion         | Laws            | 4:42  |
| 4  | Lida Rose               | Beasley         | 5:11  |
| 5  | Dat over Dere           | Brown, Timmons  | 5:58  |
| 6  | Life Cycles             | Laws            | 6:40  |
| 7  | Mean Lene               | Laws            | 7:51  |
| 8  | My Ship [Vocal Version] | Gershwin, Weill | 4:35  |
| 9  | Morning Star            | Grant           | 5:03  |

## Listor
| Lista (1994)              | List-position |
| ------------------------- | ------------- |
| Billboard Top Jazz Albums | 23            |